# Comité Olímpico Nacional de Albania
El Comité Olímpico Nacional de Albania (en albanés: Komiteti Olimpik Kombëtar Shqipëtar - KOKSH) es una organización sin fines de lucro que tiene la autoridad para permitir la participación de Albania en los Juegos Olímpicos. Es miembro del Comité Olímpico Internacional y es la responsable del desarrollo y la administración de todo lo relacionado con actividades a nivel olímpico en el país. Actualmente está a cargo de 35 federaciones deportivas existentes en Albania.

## Historia
Fue fundado en el año 1958 y un año más tarde obtuvo el reconocimiento por parte del Comité Olímpico Internacional aunque originalmente nació con el nombre de Consejo del Comité General de Deportistas de Albania, la cual era el núcleo de las federaciones deportivas en el país.
En 1990 se da un cambio en el sistema político en Albania y el comité fue reestructurado como una entidad independiente del gobierno, separado del recién creado Ministerio de Cultura, Juventud y Deportes. En 1994 el gobierno hizo oficial los decretos 20 y 401 que hacían que las entidades estatales no lucrativas bajo el programa olímpico no fueran sancionadas.

## Organizaciones afiliadas
| - Deporte Aéreo - Arquería - Atletismo - Bádminton - Baloncesto - Billar - Bridge - Boxeo - Ajedrez - Ciclismo | - Esgrima - Fútbol - Gimnasia - Golf - Balonmano - Judo - MMA - Vela - Tiro - Esquí | - Natación - Tenis de Mesa - Tenis - Voleibol - Levantamiento de Pesas - Lucha |

## Redes sociales
La KOKSH aparece en las redes sociales, su oficina de prensa cuenta con una página en Facebook, en Twitter e Instagram. También cuenta con un canal en YouTube.